# پریشان حال
"پریشان حال" آهنگی از گروه پانک راک انگلیسی Sex Pistols است . این آهنگ در ۲ ژوئیه ۱۹۷۷ به عنوان سومین تک آهنگ گروه منتشر شد و در آلبوم بیخیال این مزخرفات، سکس پیستولز از راه رسیده. که در همان سال منتشر شد، منتشر شد. این آهنگ به رتبه ششم جدول تک‌آهنگ‌های بریتانیا رسید و اولین حضور گروه در برنامه تلویزیونی موسیقی چارت بریتانیایی Top of the Pops را رقم زد . این ترانه به دلیل تعبیر خواننده جان لیدون از کلمه "خالی" و تاکید بر آخرین هجا که شبیه کلمه مبتذل cunt است، مورد توجه قرار گرفت . به گفته نوازنده بیس گلن متلاک ، ریف اصلی آهنگ از شنیدن آهنگ SOS توسط ABBA الهام گرفته شده است.  قسمت B تک‌آهنگ کاور «No Fun» از گروه Stooges بود که گروه بدون تمرین مناسب آن را در محل اجرا کرد. این از جلسات نمایشی ضبط شده توسط تهیه کننده دیو گودمن گرفته شده است .

## کتاب ها
- متلاک، گلن با سیلوورتون، پیت (۱۹۹۰). من یک نوجوان سکس پیستولزی بودم . مطبوعات Omnibusشابک ‎۰-۷۱۱۹-۲۴۹۱-۰
- لیدون، جان (۱۹۹۳). پوسیده: بدون ایرلندی، بدون سگ. هودر و استاتونشابک ‎۹۷۸-۰-۸۵-۹۶۵۳۴۱-۱
- لیدون، جان (۲۰۱۴). خشم یک انرژی است: زندگی من بدون سانسور . سیمون و شوسترشابک ‎۹۷۸-۱-۴۷-۱۱۳۷۱۹-۸
- سکس پیستولز (۲۰۱۷). بیخیال این مزخرفات، سکس پیستولز اینجاست، ۱۹۷۷: خاطرات بولوک . گروه انتشارات اختاپوس شابک ‎۹۷۸-۱۷۸۸۴۰۰۲۷۵